# 比特犬
皮特鬥牛㹴（英語：Pit Bull），泛指包含其他類似品種，為數種鬥牛類犬之總稱。狹義特指美國比特鬥牛㹴（American Pit Bull Terrier）。主要品種包含比特鬥牛㹴、美國斯塔福郡㹴、美國鬥牛犬、斯塔福郡鬥牛梗。

## 特徵

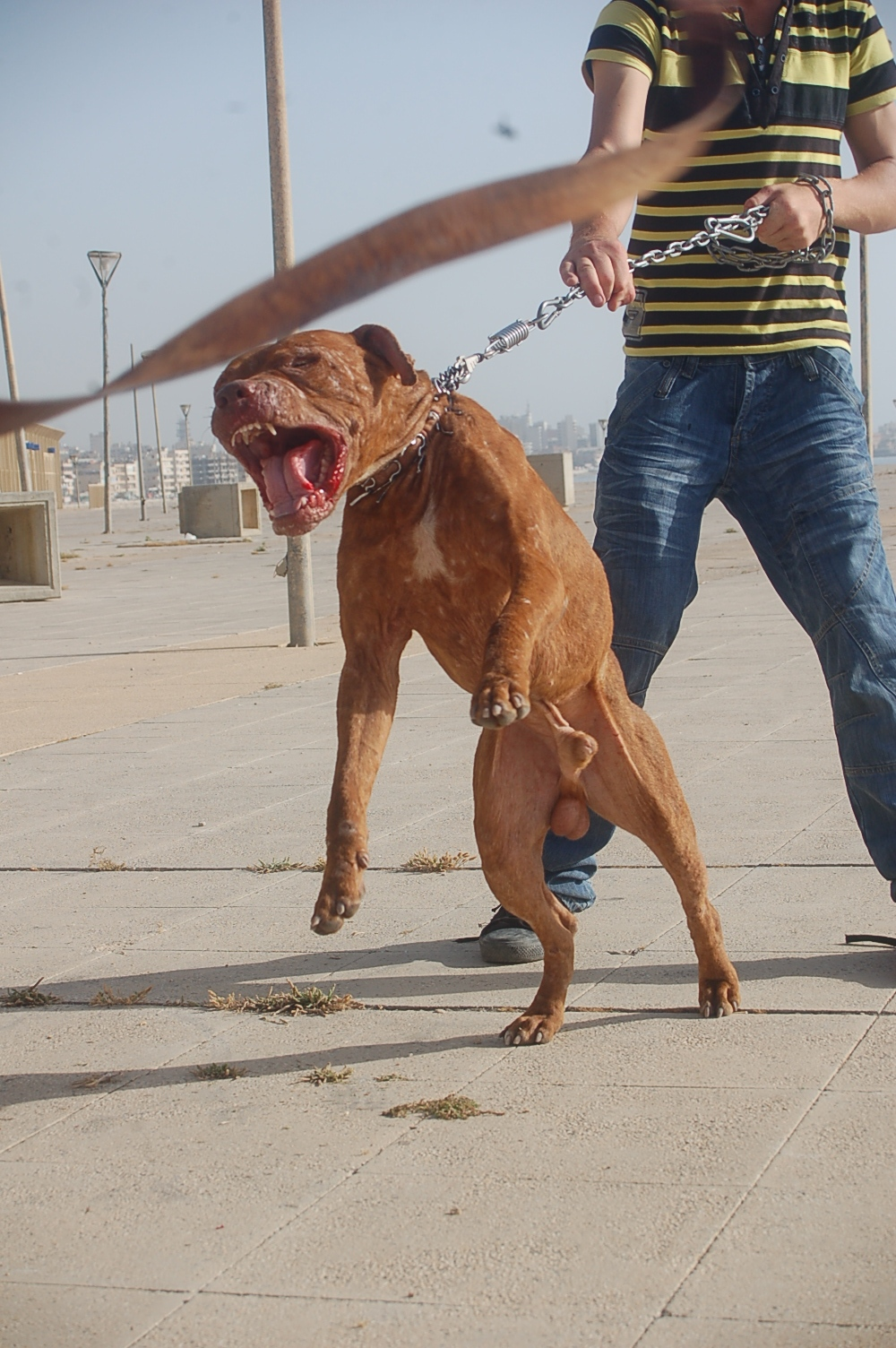
一隻直立身體的比特犬。

長約65公分，體重20至50公斤。除了攻擊性強外，比特犬的皮膚十分厚實，具備著驚人的耐力及咬合力，且奔跑速度極快。

## 攻擊案例
比特犬性情兇猛，常會攻擊人、寵物、流浪狗，在世界各地發生多起咬死人的案例。受害者團體DogsBite.org網站指出，比特犬在美國所有犬種裡占8%，但造成傷害死亡的數目卻遠高於這比例。從2005年到2019年的15年間，有521人死於犬類攻擊，比特犬占66%（346件）。
- 2012年6月，美國聖地亞哥一名八個月大的男嬰被自家養的比特犬咬死[3]。
- 2013年，美國加利福尼亞州1隻比特犬將1名老太太撕咬致死，飼主後被重判15年[4]。
- 2013年12月，英國一名男子所飼養的比特犬將已懷孕的同居女友咬成重傷致死，該起事件使英國修改了《危險犬類法案》[5]。
- 2016年，加拿大一名女性慘遭比特犬咬死，該起事件引起魁北克省擬定危險犬種法案，禁養比特犬[6]。
- 2017年5月，美國密西根州大急流市一名獨自在家的女嬰被自家養的比特犬啃咬致死[7]。
- 2017年10月，美國麻薩諸塞州洛厄爾市一名7歲男孩在撿球時遭鄰居飼養的2隻比特犬圍攻咬死[8][9]。
- 2018年1月16日，美國奧克拉荷馬州一名3歲女童，被家中飼養的比特犬咬死。這隻比特犬是女童父親買給她的禮物，才養了5天。
- 2019年1月22日，臺灣基隆市中正區1隻由陳姓男子所飼養的成年比特犬，因飼主疏忽管理，造成犬隻亂跑，在街上發狂咬死了一隻年邁老狗，目前該比特犬已送至動保所，飼主陳男也依動保法移送法辦。
- 2019年1月24日，澳洲40歲男子為了拯救一對鄰居母女，獨自和2隻咬傷人的惡犬搏鬥，結果耳朵、頭、胸和腹部多處被咬而受到重傷。5周後，由於阿馬托的傷勢過重造成心臟衰竭，家屬最後忍痛同意拔管[7]。
- 2019年8月6日，臺灣新北市新莊區一棟社區大樓，一名孕婦帶一名3歲兒童欲返家，一出電梯即被同樓層鄰居所飼養的比特犬攻擊，男童臉部及腿部有多處咬傷，母親則手臂有多處抓傷。
- 2019年8月19日，美國底特律市 9歲女孩赫南德斯（Emma Valentina Hernandez）19日與哥哥騎腳踏車時，突然遭到3隻比特犬攻擊，雖然鄰居試圖阻止，但女孩頸部嚴重受傷倒在血泊中，最後傷重不治。[10][11]
- 2020年8月23日，臺灣雲林縣 雲林一位民眾在網路控訴，她的弟弟騎車回家，騎到一半竟被衝出的比特犬咬住腳。一個重心不穩連人帶車倒地，當時前方有一台機車迴轉回來，也想把狗拉開，狗卻緊咬不放，連路過的轎車也停下來幫忙，被狗咬的騎士整整三分鐘脫困，右大腿內側被咬了2個大傷口，縫了20幾針，受害騎士右大腿傷口過大造成感染，開刀縫合後仍持續發炎發燒，還得再挨一次刀清創。[12]
- 2021年1月20日，美國南卡羅萊納州一隻比特犬突然攻擊6歲小男孩，一秒鐘便結束小男孩性命，對比特犬抱著正面想法的小男孩父母當時無力阻止。[13]
- 2021年10月10日，臺灣新竹縣尖石鄉一隻比特犬突抓狂瘋咬傷者當場倒地不起，由於傷口位於右大腿內側動脈血流不止，當救護人員抵達時已無生命跡象，送醫後仍因傷重不治。 [14]
- 2021年12月3日，臺灣屏東縣春日鄉春日村一隻比特犬，攻擊一名獨自出門的3歲男童，狠咬腹部不放，造成腹部嚴重撕裂傷，送醫搶救後宣告不治。[15]
- 2025年3月7日，臺灣台北市 台北市一名比特犬飼主，先前開車載著狗在路邊停等紅燈時，狗狗疑似誤觸後座車窗按鈕，自己打開窗戶，還跳出去攻擊旁邊的機車騎士，騎士被咬住不放，根本甩不開牠，最後飼主趕緊衝下車，拉住項圈才把狗狗拖走，但也造成騎士腿被咬傷送醫。同年3月17日，同一隻比特犬在同樣的狀況下依然自己打開窗戶再次咬住旁邊的機車騎士。[16]

## 其他案例
- 2020年2月18日，美國佛羅里達一隻比特犬陪在走失的三歲主人身邊，直到警察到場後找到小孩。[17]
- 2020年10月1日，美國聖路易斯一隻野生的比特犬跟在一位走失的幼兒旁，直到一位遛狗的路人發現他們。[18]

## 相關法律

### 香港
香港法例第167章《危險狗隻規例》，該規例訂定對「格鬥狗隻」、「已知危險狗隻」及「大型狗隻」的管制。比特鬥牛㹴屬於「格鬥狗隻」，受法律列明的四大禁犬之一。不得售賣，進出口或轉口。

### 台灣
由於比特犬攻擊致人傷亡的案例頻繁，因此中華民國農業部（當時為行政院農業委員會）於2022年3月1日起下令將比特犬及其混種犬類列為「具攻擊性之寵物」及「禁止飼養、輸入或輸出的動物」。
禁令生效前，已經飼養比特犬的飼主，必須在隔年2月底以前，辦理申報，才能繼續飼養，否則將開罰，比特犬也會被沒入。依中華民國農業部規定，比特犬之飼主應依法申報登記。拒絕申報或若未依限申報者可依《動物保護法》，重罰5萬元以上25萬元以下罰鍰。此類危險性犬隻出入公共場所或公眾得出入之場所，應由成年人伴同，並以長度不超過一點五公尺之繩或鏈牽引，配戴不影響散熱之透氣口罩，若違反可依《動物保護法》開罰新臺幣3萬元以上15萬元以下的罰鍰。